# سیارک ۵۰۷۶۸
سیارک ۵۰۷۶۸ (به انگلیسی: 50768 Ianwesson، نامگذاری:2000FW2) پنجاه هزار و هفتصد و شصت و هشتمین سیارک کشف شده‌است که در ۲۷ مارس ۲۰۰۰ کشف شد.